# Unejisat Asisowna Meilanowa
Unejisat Asisowna Meilanowa (russisch Унеизат Азизовна Мейланова, lesgisch Унеизат Азизан руш Мейланрин; * 1. Mai 1924 in Kassumkent; † 28. Juli 2001 in Machatschkala) war eine sowjetisch-russische Linguistin und Hochschullehrerin.

## Leben
Nach dem Besuch der Mittelschule studierte Meilanowa in Machatschkala als Stalin-Stipendiatin an der Philologie-Fakultät des Dagestanischen Stalski-Instituts für Pädagogik (DGPI, jetzt Dagestanische Staatliche Universität (DGU)) mit Abschluss 1946.
Ab 1947 arbeitete sie in Machatschkala im Gamsat-Zadassa-Institut für Sprache, Literatur und Kunst (IJLiI) des Dagestanischen Wissenschaftszentrums der Akademie der Wissenschaften der UdSSR (AN-SSSR, seit 1991 Russische Akademie der Wissenschaften (RAN)). Danebe leitete sie 1950–1960 den Lehrstuhl für dagestanische Sprachen des DGPI. Zur Aspirantur wurde sie nach Moskau in das Institut für Linguistik der AN-SSSR geschickt, wo sie 1952 als erste Frau mit Erfolg ihre Dissertation für die Promotion zur Kandidatin der philologischen Wissenschaften verteidigte.
1965 verteidigte Meilanowa im Institut für Linguistik der Georgischen Akademie der Wissenschaften mit Erfolg ihre Doktor-Dissertation über die lesgische Dialektologie für die Promotion zur Doktorin der philologischen Wissenschaften. 1969–1990 leitete sie die Abteilung für schriftlose Sprachen des IJLiI.
Meilanowa erforschte die schriftlosen lesgischen Sprachen in Dagestan und Aserbaidschan. Mit ihrem 1984 herausgegebenen Buduchisch-Russisch-Wörterbuch begann die Erforschung des Hinuchischen, Tindischen, Chinalugischen und anderer kaukasischer Sprachen mit Erstellung von Wörterbüchern. Sie leitete die Arbeiten zur Herausgabe einer historisch-vergleichenden Monografie über die dagestanischen Sprachen (1971) und die Erstellung der ersten wissenschaftlichen Grammatik der lesgischen Sprache mit einem vollständigen Orthographischen Wörterbuch.
Meilanowa gehörte diversen wissenschaftlichen Räten an, darunter auch der Expertenrat für die Doktor-Promotion der Universität Kiew. Sie war Mitglied des Komitees des Projekts Atlas Linguarum Europae. Sie gehörte dem Komitee der Sowjetischen Frauen an.

## Ehrungen, Preise
- Medaille „Für heldenmütige Arbeit im Großen Vaterländischen Krieg 1941–1945“ (1943)
- Medaille „Für die Verteidigung des Kaukasus“ (1944)
- Medaille für Verdienste um die Republik Dagestan
- Goldmedaille des Komitees der Sowjetischen Frauen
- Goldmedaille des Komitees der Solidarität der Länder Asiens und Afrikas
- Internationaler Tschikobawa-Preis der Georgischen Nationalen Akademie der Wissenschaften (1998)
- Verdiente Wissenschaftlerin der Russischen Föderation